# 로버트 오스텔로

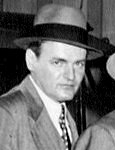

로버트 오스털로(Robert Osterloh, 1918년 5월 31일 ~ 2001년 4월 16일)는 미국의 배우이다.
피츠버그에서 태어났다.

## 출연 작품
- 로즈메리의 아기 (1968년)
- 워락 (1959년)
- 바디 페이스 넬슨 (1957년)
- 먼지 속의 별 (1956년)
- 외계의 침입자 (1956년)
- 애너폴리스 스토리 (1955년)
- 난폭한 토요일 (1955년)
- 라이오트 인 셀 블락 11 (1954년)
- 쟈니기타 (1954년)
- 와일드 원 (1953년)
- 드럼스 인 더 딥 사우스 (1951년)
- 웰 (1951년)
- 지구 최후의 날 (1951년)
- 건 크레이지 (1950년)
- 핑키 (1949년)
- 화이트 히트 (1949년)

### 텔레비전
- 아이언 사이드 (1967년)
- FBI (1965년)
- 페리 메이슨 (1957년)